# Synodontis nigromaculata
Synodontis nigromaculata es una especie de peces de la familia Mochokidae en el orden de los Siluriformes.

## Morfología
• Los machos pueden llegar alcanzar los 38,5 cm de longitud total y los 315 g de peso.

## Hábitat
Es un pez de agua dulce.

## Distribución geográfica
Se encuentran en África: lago Tanganika y ríos Zambeze,  Okavango,  Cunene y  Limpopo. También está presente en el río Congo a su paso por Zambia.